# Tadeusz Rybczynski
Pour les articles homonymes, voir Zbigniew Rybczyński, Théorème de Rybczynski et Tadeusz.
Tadeusz Rybczynski (né en Pologne, en mai 1923 et mort à Londres le 18 décembre 1998) est un macroéconomiste polonais naturalisé anglais, passé à la postérité grâce au théorème qui porte son nom.

## Biographie
Né en Pologne en 1923, Rybczynski rejoint l'Angleterre au cœur de la guerre en 1942. Après avoir étudié à la London School of Economics, il découvre le théorème qui portera son nom.

## Théorème
Venant compléter les déductions du modèle Heckscher-Ohlin-Samuelson, il énonce, pour deux économies ouvertes au libre-échange (à deux biens et deux facteurs de production substituables), et chaque pays produisant un des deux biens, qu'un pays verra la dotation en le facteur  le plus abondant dans la production du bien augmenter plus que proportionnellement que la dotation globale du pays en ce facteur.

## Publication
- (en) T. M. Rybczynski, « Factor Endowment and Relative Commodity Prices », Economica, vol. 22, no 88,‎ novembre 1955, p. 336-341 (JSTOR 2551188)